# IC 4713
IC 4713 — галактика типу SBm () у сузір'ї Павич.
Цей об'єкт міститься в оригінальній редакції індексного каталогу.